# Cyphonisia kissi
Cyphonisia kissi là một loài nhện trong họ Barychelidae. Loài này phân bố ờ Congo.